# Lijst van voetbalinterlands Noord-Korea - Thailand
Deze lijst van voetbalinterlands geeft een overzicht van alle officiële voetbalinterlands tussen de nationale teams van Noord-Korea en Thailand. De landen hebben tot op heden twintig keer tegen elkaar gespeeld. De eerste ontmoeting, een groepswedstrijd tijdens de Aziatische Spelen 1978, werd gespeeld in Bangkok op 9 december 1978. Het laatste duel, een vriendschappelijke wedstrijd, vond plaats op 14 juli 2017 in de Thaise hoofdstad.

## Wedstrijden
| №  | Plaats       | Datum            | Competitie                 | Wedstrijd              | Uitslag |
| -- | ------------ | ---------------- | -------------------------- | ---------------------- | ------- |
| 1  | Bangkok      | 9 december 1978  | Aziatische Spelen 1978     | Thailand − Noord-Korea | 0 − 3   |
| 2  | Bangkok      | 19 januari 1979  | Azië Cup 1980 kwalificatie | Thailand − Noord-Korea | 0 − 1   |
| 3  | Bangkok      | 16 november 1981 | Vriendschappelijk          | Thailand − Noord-Korea | 0 − 2   |
| 4  | Bangkok      | 24 november 1981 | Vriendschappelijk          | Thailand − Noord-Korea | 2 − 1   |
| 5  | New Delhi    | 25 november 1982 | Aziatische Spelen 1982     | Noord-Korea − Thailand | 3 − 0   |
| 6  | Bangkok      | 2 maart 1986     | Vriendschappelijk          | Noord-Korea − Thailand | 2 − 0   |
| 7  | Beijing      | 3 oktober 1990   | Aziatische Spelen 1990     | Noord-Korea − Thailand | 1 − 0   |
| 8  | Bangkok      | 23 februari 1999 | Vriendschappelijk          | Thailand − Noord-Korea | 2 − 2   |
| 9  | Kuala Lumpur | 25 maart 2000    | Azië Cup 2000 kwalificatie | Thailand − Noord-Korea | 0 − 0   |
| 10 | Bangkok      | 4 april 2000     | Azië Cup 2000 kwalificatie | Noord-Korea − Thailand | 3 − 5   |
| 11 | Bangkok      | 14 februari 2002 | Vriendschappelijk          | Thailand − Noord-Korea | 0 − 1   |
| 12 | Bangkok      | 16 februari 2002 | Vriendschappelijk          | Thailand − Noord-Korea | 0 − 0   |
| 13 | Bangkok      | 16 februari 2003 | Vriendschappelijk          | Thailand − Noord-Korea | 2 − 2   |
| 14 | Bangkok      | 9 juni 2004      | WK 2006 kwalificatie       | Thailand − Noord-Korea | 1 − 4   |
| 15 | Pyongyang    | 8 september 2004 | WK 2006 kwalificatie       | Noord-Korea − Thailand | 4 − 1   |
| 16 | Phuket       | 28 december 2005 | Vriendschappelijk          | Thailand − Noord-Korea | 0 − 2   |
| 17 | Bangkok      | 26 december 2007 | Vriendschappelijk          | Thailand − Noord-Korea | 1 − 0   |
| 18 | Hanoi        | 28 oktober 2008  | Vriendschappelijk          | Thailand − Noord-Korea | 1 − 0   |
| 19 | Bangkok      | 20 mei 2015      | Vriendschappelijk          | Thailand − Noord-Korea | 2 − 2   |
| 20 | Bangkok      | 14 juli 2017     | Vriendschappelijk          | Thailand − Noord-Korea | 3 − 0   |

## Samenvatting
| Competitie            | Totaal gespeeld | Winst Noord-Korea | Gelijk | Winst Thailand | Doelsaldo Noord-Korea – Thailand |
| --------------------- | --------------- | ----------------- | ------ | -------------- | -------------------------------- |
| WK-kwalificatie       | 2               | 2                 | 0      | 0              | 8 – 2                            |
| Azië Cup-kwalificatie | 3               | 1                 | 1      | 1              | 4 − 5                            |
| Aziatische Spelen     | 3               | 3                 | 0      | 0              | 7 − 0                            |
| Vriendschappelijk     | 12              | 5                 | 3      | 4              | 13 – 11                          |
| Totaal                | 20              | 11                | 4      | 5              | 32 – 18                          |

DPR Korean Football Association · A-internationals · Selecties · Bondscoaches · Noord-Koreaans vrouwenelftal · Noord-Korea U21 · Noord-Korea U20 · Noord-Korea U19 · Noord-Korea U18 · Noord-Korea U17
1959 – 1969 · 
1970 – 1979 · 
1980 – 1989 · 
1990 – 1999 · 
2000 – 2009 · 
2010 – 2019
AC 1980 ·
AC 1992 ·
AC 2011 ·
AC 2015
WK 1966 ·
WK 2010
OS 1964 ·
OS 1976
1959 ·
1960 ·
1961–1964 · 
1965 ·
1966 ·
1967–1972 · 
1973 ·
1974 ·
1975 ·
1976 ·
1977 · 
1978 ·
1979 ·
1980 ·
1981 ·
1982 ·
1983–1984 · 
1985 ·
1986 ·
1987 · 
1988 ·
1989 ·
1990 ·
1991 ·
1992 ·
1993 ·
1994–1997 · 
1998 ·
1999 ·
2000 ·
2001 ·
2002 ·
2003 ·
2004 ·
2005 ·
2006 · 
2007 ·
2008 ·
2009 ·
2010 ·
2011 ·
2012 ·
2013 ·
2014 ·
2015 ·
2016 ·
2017
Afghanistan ·
Australië · 
Bahrein · 
Bangladesh · 
Bolivia · 
Brazilië · 
Bulgarije ·
Burkina Faso ·
Cambodja · 
Canada · 
Chili · 
China · 
Congo-Brazzaville · 
Egypte · 
Filipijnen · 
Finland · 
Griekenland · 
Guam · 
Guinee ·
Hongkong · 
India · 
Indonesië · 
Irak · 
Iran · 
Italië · 
Ivoorkust · 
Japan · 
Jemen · 
Jordanië · 
Kazachstan · 
Kirgizië · 
Koeweit · 
Letland · 
Libanon · 
Macau · 
Maleisië · 
Mali · 
Mexico · 
Mongolië · 
Myanmar · 
Nepal · 
Nigeria · 
Noorwegen · 
Oezbekistan · 
Oman · 
Pakistan ·
Palestina · 
Paraguay ·
Polen · 
Portugal · 
Qatar · 
Saoedi-Arabië · 
Singapore · 
Sovjet-Unie · 
Sri Lanka · 
Syrië · 
Tadzjikistan · 
Taiwan · 
Thailand · 
Turkmenistan · 
Venezuela · 
Verenigde Arabische Emiraten · 
Verenigde Staten · 
Vietnam · 
Zambia · 
Zuid-Afrika · 
Zuid-Korea · 
Zweden
Ivoorkust (2010) ·
FAT · A-internationals · Bondscoaches · Statistieken · Thais vrouwenelftal · Thailand U21 · Thailand U20 · Thailand U19 · Thailand U18 · Thailand U17
1950 – 1959 · 
1960 – 1969 · 
1970 – 1979 · 
1980 – 1989 · 
1990 – 1999 · 
2000 – 2009 · 
2010 – 2019 ·
2020 − 2029
Asian Cup 1972 ·
Asian Cup 1992 · 
Asian Cup 1996 · 
Asian Cup 2000 · 
Asian Cup 2004 · 
Asian Cup 2007
OS 1956 · 
OS 1968
1956 · 
1957 · 
1958 · 
1959 · 
1960 · 
1961 · 
1962 · 
1963 · 
1964 · 
1965 · 
1966 · 
1967 · 
1968 · 
1969 · 
1970 · 
1971 · 
1972 · 
1973 · 
1974 · 
1975 · 
1976 · 
1977 · 
1978 · 
1979 · 
1980 · 
1981 · 
1982 · 
1983 · 
1984 · 
1985 · 
1986 · 
1987 · 
1988 · 
1989 · 
1990 · 
1991 · 
1992 · 
1993 · 
1994 · 
1995 · 
1996 · 
1997 · 
1998 · 
1999 · 
2000 · 
2001 · 
2002 · 
2003 · 
2004 · 
2005 · 
2006 · 
2007 · 
2008 · 
2009 · 
2010 · 
2011 · 
2012 · 
2013 ·
2014 ·
2015 ·
2016 ·
2017 ·
2018 ·
2019 ·
2020 ·
2021 ·
2022 ·
2023
Afghanistan ·
Australië ·
Bahrein ·
Bangladesh ·
Bhutan ·
Brazilië ·
Brunei ·
Bulgarije ·
Cambodja ·
China ·
Congo-Brazzaville ·
Denemarken ·
Duitsland ·
Egypte ·
Estland ·
Faeröer ·
Filipijnen ·
Finland ·
Gabon ·
Georgië ·
Ghana ·
Hongkong ·
India ·
Indonesië ·
Irak ·
Iran ·
Israël ·
Japan ·
Jemen ·
Jordanië ·
Kameroen · 
Kazachstan ·
Kenia ·
Kirgizië ·
Koeweit ·
Laos ·
Letland ·
Libanon ·
Liberia ·
Libië ·
Liechtenstein ·
Luxemburg ·
Macau ·
Malediven ·
Maleisië ·
Malta ·
Marokko ·
Myanmar ·
Nederland ·
Nepal ·
Nieuw-Zeeland ·
Nigeria ·
Noord-Ierland ·
Noord-Korea ·
Noorwegen ·
Oezbekistan ·
Oman ·
Oost-Timor ·
Pakistan ·
Palestina ·
Papoea-Nieuw-Guinea ·
Polen ·
Qatar ·
Saoedi-Arabië ·
Singapore ·
Slowakije ·
Sri Lanka ·
Suriname ·
Syrië ·
Taiwan ·
Tadzjikistan ·
Trinidad en Tobago ·
Turkmenistan ·
Uruguay ·
Verenigde Arabische Emiraten ·
Verenigde Staten ·
Vietnam ·
Zuid-Afrika ·
Zuid-Korea ·
Zuid-Vietnam ·
Zweden